# Nikos Voutsis

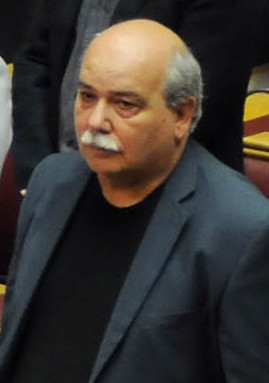
Nikos Voutsis

Nikolaos „Nikos“ Voutsis (griechisch Νίκος Βούτσης, * 4. März 1951 in Athen) ist ein griechischer Politiker. In der Regierung Alexis Tsipras I war er von Januar bis August 2015 Innenminister, nach den vorgezogenen Neuwahlen im September 2015 wurde er zum Parlamentspräsidenten gewählt.

## Leben
Voutsis studierte Bauingenieurwesen an der technischen Universität Athen. Auf diesem Gebiet war er auch vor seiner politischen Karriere beruflich tätig. Seit 2012 sitzt er als SYRIZA-Abgeordneter im griechischen Parlament und übernahm nach der Wahl 2015 die Leitung des Innenministeriums.

## Familie
Voutsis ist in zweiter Ehe verheiratet mit Angeliki Papazoglou und hat drei Kinder.